# Young Ideas
Young Ideas er en amerikansk stumfilm fra 1924 instrueret af Robert F. Hill.

## Medvirkende
- Laura La Plante som Octavia Lowden
- T. Roy Barnes som Pritchett Spence
- Lucille Ricksen som Eloise Lowden
- James O. Barrows som Eph
- Lydia Yeamans Titus som Minnie
- Jennie Lee
- Rolfe Sedan som Bertie Loomis
- Buddy Messinger som Bob Lowden